# Streptochaeta
Streptochaeta je rod trava svrstan u vlastiti tribus Streptochaeteae, dio potporodice Anomochlooideae. Postoje tri priznate vrste trajnica u tropskoj Americi. Hemikriptofiti

## Vrste
1. Streptochaeta angustifolia Soderstr.
2. Streptochaeta sodiroana Hack.
3. Streptochaeta spicata Schrad. ex Nees in C.F.P.von Martius